# 4007 Euryalos
4007 Euryalos eller 1973 SR är en trojansk asteroid i Jupiters lagrangepunkt L4. Den upptäcktes 19 september 1973 av den nederländsk-amerikanske astronomen Tom Gehrels och det nederländska astronomparet Ingrid van Houten-Groeneveld och Cornelis Johannes van Houten vid Palomar-observatoriet. Den är uppkallad efter Euryalos i den grekiska mytologin.
Asteroiden har en diameter på ungefär 45 kilometer.